# Montrichard Val de Cher
Montrichard Val de Cher – gmina we Francji, w Regionie Centralnym, w departamencie Loir-et-Cher. W 2013 roku liczba ludności na terenie obecnej gminy wynosiła 3995 mieszkańców.
Gmina została utworzona 1 stycznia 2016 roku z połączenia dwóch wcześniejszych gmin: Bourré oraz Montrichard. Siedzibą gminy została miejscowość Montrichard.